# Van Tets

Familiewapen van Van Tets

Wapen gevoerd door jhr. mr. Cornelis Ocker Rees van Tets

Van Tets is een Nederlands geslacht waarvan leden sinds 1837 tot de Nederlandse adel behoren en dat verscheidene bestuurders en politici voortbracht.

## Geschiedenis
De stamreeks begint met Willem van Tets (1649-1690), natuurlijke zoon van Willem van Tetz en Adriaentje Arentsdr., chirurgijn en poorter te Amsterdam. Zijn kleinzoon, mr. Lambert Jacob van Tets (1718-1759), werd hoogbaljuw en raad van Veere. Twee achterkleinzonen van de laatste werden in 1837 verheven in de Nederlandse adel en verkregen met hun afstammelingen in de mannelijke lijn zo het predicaat jonkheer en jonkvrouw.
De familie werd in 1920 opgenomen in het Nederland's Patriciaat; heropname volgde in 1964. Hierin staan de niet tot de adel behorende leden van het geslacht; deze niet-adellijke tak is inmiddels uitgestorven. Door het bezit van verscheidene heerlijkheden in de omgeving van Dordrecht had het geslacht invloed op het lokaal bestuur. Ook hadden leden als bestuurders van Dordrecht invloed  op die stad. Later bezaten leden provinciale en landelijke bestuursfuncties. In de 20e eeuw werden leden wetenschappers aan universiteiten buiten Nederland.

## Enkele telgen
- mr. Lambert Jacob van Tets (1718-1758), hoogbaljuw en raad van Veere, bewindhebber West-Indische Compagnie, directeur-generaal over de Noord- en Zuidkusten van Afrika
  -  mr. Arnoldus Adrianus van Tets, heer van Oud- en Nieuw-Goudriaan (door koop 1775-) (1738-1792), onder andere burgemeester van Dordrecht
    - Adrianus Johannes van Tets (1764-1792), schout van acht dagen van Dordrecht
      - jhr. mr. Dirk Arnold Willem van Tets, heer van Oud- en Nieuw-Goudriaan (1785-1853), onder andere lid van de raad van Haarlem 1816-1851
        - jhr. mr. Jacob George Hieronymus van Tets, heer van Oud- en Nieuw-Goudriaan (1812-1885), minister van Binnenlandse Zaken in het kabinet-Rochussen
          - jhr. mr. Dirk Arnold Willem van Tets, heer van Oud- en Nieuw-Goudriaan (1844-1930), minister van Buitenlandse Zaken in het kabinet-De Meester
            - jhr. mr. George Catharinus Willem van Tets, heer van Oud- en Nieuw Goudriaan (1882-1948), directeur van het Kabinet der Koningin
              - jkvr. Marie Henriette Sophie van Tets, vrouwe van Heerjansdam (1914-2009); trouwde in 1951 mr. Willem Adriaan Johan Visser (1904-1975), burgemeester van 's-Gravenhage
              -  jhr. mr. Dirk Arnold Willem van Tets, heer van Oud- en Nieuw-Goudriaan (1917-1990), voorzitter van het Bosschap
                - jhr. drs. George Gerard Willem van Tets, heer van Goudriaan (1945), bankier
                - jhr. drs. Rijnhard Willem Ferdinand van Tets (1947), bestuurder en vermogensbeheerder
                  -  jkvr. Fernande Maury Elisabeth (Fernande) van Tets M.A. (1985), journaliste en auteur

                -  jhr. dr. Willem Frederik van Tets, heer van Heerjansdam (1958), chirurg

            - jhr. Willem van Tets (1885-1900), de jonggestorven leerling voor wiens nagedachtenis Pieter Cornelis Boutens (1870-1943) het gedicht Naenia schreef
            -  jkvr. Henriette van Tets (1888-1911), dame du palais honoraire; trouwde in 1911 met jhr. mr. Aarnout Marinus Snouck Hurgronje (1882-1951), secretaris-generaal ministerie van Buitenlandse Zaken, voorzitter Carnegie Stichting (Nederland), voorzitter Nederlands Golfcomité, kampioen internationaal amateurgolf in 1904, 1914 en 1918

          -  jhr. mr. Hendrik Barthout van Tets, heer van Goidschalxoord (1846-1884), lid gemeenteraad en wethouder van Zutphen
            -  jhr. Gerard Frederik van Tets, heer van Goidschalxoord en Neder-Slingelandt (1875-1968), lid gemeenteraad en wethouder van Zeist
              - jhr. Hendrik Barthout van Tets, heer van Goidschalxoord (1903-1980), assuradeur
                - jhr. dr. Gerard Frederick van Tets (1929-1995), ornitholoog
                  -  jhr. dr. Ian Gerard van Tets (1967), bioloog, assistent-hoogleraar/universitair hoofddocent universiteit van Alaska

                -  jhr. Willem Barthout van Tets, heer van Goidschalxoord (1931-2022), assuradeur
                  -  jhr. Ocker Barthout van Tets M.F.A., heer van Goidschalxoord (1964), mediaspecialist Hilversum

              -  jhr. mr. Govert Ocker Joris van Tets, heer van Neder-Slingelandt (-1989) (1924-2018), onder andere lid van de Eerste Kamer der Staten-Generaal
                -  jhr. Jeroen Jan Joris van Tets, heer van Neder-Slingelandt (1989-) (1957)

        - jkvr. Henriette Cornelia van Tets (1814-1839); trouwde in 1835 met jhr. Daniël Carel de Dieu Fontein Verschuir (1804-1874), onder andere lid van de Eerste Kamer der Staten-Generaal
        -  jhr. Gerard Frederik van Tets (1815-1888), onder andere waarnemend Commissaris des Konings in Noord-Holland

      -  jhr. mr. Cornelis Ocker Rees van Tets (1786-1856), lid raad van Dordrecht

    - mr. Arnold Willem Nicolaas van Tets van Goudriaan, heer van Oud- en Nieuw-Goudriaan (1771-1837), minister van Financiën
    -  Matthias Johan Frederik van Tets (1773-1832), raadslid en schepen van Breda
      - Arnoldus Wilhelmus Adrianus van Tets (1796-1833), 1e luitenant infanterie
        -  Arnoldus Wilhelmus Justus Leonardus van Tets (1829-1882)
          -  ir. Heble Lambertus van Tets (1866-1931)
            -  mr. Willem van Tets (1894-1970), oud-secretaris van prinses Juliana, kamerheer i.b.d. van de koningin, oud-gezant laatstelijk te Praag, oud-chef kabinet en protocol van het ministerie van Buitenlandse Zaken, oud consul-generaal te San Francisco

      - Maria Jacoba van Tets (1799-1844); trouwde in 1829 met Martinus Fredrik Alewijn (1802-1880), 1e luitenant artillerie, hoogheemraad Zeeburg en Diemerdijk
      - Johanna Louisa Gijsbertina van Tets (1801-1825); trouwde in 1825 met mr. Hendrik Aarnoud van Lennep (1800-1855), lid provinciale staten van Noord-Holland
      - Maria Geertruida Carolina van Tets (1811-1831); trouwde in 1830 met Adolf Carel Wilhelm Ludwig Joseph Fredrik Kellner (1804-1877), generaal-majoor titulair
      -  Anna Maria Jacoba van Tets (1814-1890); trouwde in 1847 met ds. Johannes Petrus Hasebroek (1812-1896), predikant en letterkundige onder het pseudoniem Jonathan